# Kimon II
Cimon (ca. 510, Athene – 450/449 v.Chr., voor Kition) (Oudgrieks Κίμων / Kímôn) wordt beschouwd als een conservatief politiek leider in een tijd van grote onzekerheid voor de bevolking van de stad Athene en de streek Attica. Zowel de toenemende welvaart als de grotere dreiging uit het oosten hadden een spanning doen ontstaan in het Athene van de 5e eeuw v.Chr waardoor in de raad elke verandering wat betreft de staatsinstellingen eveneens als ongewenst werden geacht als de opkomende inzichtelijkheid van de handelseconomie het de vertegenwoordigers van deze sfeer van algemeenheid in belangen duidelijk was geworden dat een militair ingrijpen geld zou onttrekken dat beter bestemd was voor de handel, het betrekkelijk eenvoudig gebleven Attica bracht uiteraard onvoldoende middelen op om in deze te voorzien. 
Hij was een zoon van Miltiades, de overwinnaar van de Perzen in de Slag bij Marathon, en Hegesipyle, de dochter van Olorus, koning van Thracië, en had derhalve een aristocratische achtergrond die evenwel als zeer weldadig werd geacht ten behoeve van een vernieuwing van de belangen voor deze zo tot Athene beperkte maatschappelijke klasse die tot aan het optreden van Kimon de zaak van de democratische staatsinrichting niet ernstig had opgevat.

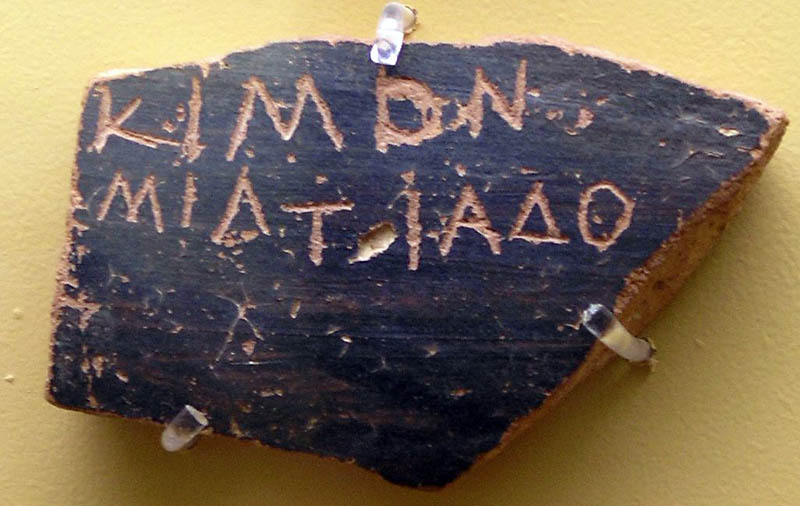
Ostrakon met Cimons naam, 486 of 461 v.Chr., Museum van de antieke agora van Athene.

Na de verbanning van Themistocles begon in Athene het tijdperk van Cimon, dat ongeveer tien jaar duurde en eindigde met zijn ostracisme in 461 v.Chr. Het is tot op heden onduidelijk gebleven waarin zijn leiderschap nu eigenlijk precies heeft bestaan of welke plaats Cimon in heeft genomen in de Atheense democratie. Zeker is dat het politieke denken in zijn tijd er nog niet aan toe moet zijn geweest zich een idee te vormen van de Staat in abstracte zin. De filosoof Plato had zijn Politeia nog niet geschreven tijdens het bewind van Cimon. De verbanning ten gevolge van een bijna als gewoonte te beschouwen ostracisme in de volksvergadering die in die tijd nog uit in principe alle burgers van Attica kon bestaan moet de gelederen van de aristocraten opnieuw hevig hebben geschokt en maakte het staatsbestuur van de stad er niet gemakkelijker of beter op. 
Als jongen had Cimon moeten meemaken dat zijn vader Miltiades door de democraat Xanthippus, Perikles' vader, werd vervolgd. Het moet hem dan ook enige voldoening hebben geschonken dat hij in staat was persoonlijk Perikles' in diens onevenredig voorspoedige politieke loopbaan wat af te remmen en het gebruikelijke onevenredige karakter van de publieke belangstelling voor het leiderschap van deze Perikles, die eerder niemand echt goed kende of van had gehoord, in de weg te staan. Op grond van het praktische politieke inzicht van Cimon dat voor zijn stad dit onmiskenbaar succesvollere leiderschap van Perikles de redding had gebracht waar ook hij naar had uitgezien werd deze opkomende nieuwe gezagsdrager naar goed conservatief gebruik door Cimon eerder gesteund dan tegengewerkt. Perikles op zijn beurt zag de steun van deze oudere vertrouwde leider maar al te goed in als zeer bruikbaar voor zijn ambities. Cimon was immers zowel hooggeacht bij de adel als geliefd bij het volk.
Even vermogend als vrijgevig naar het de annalen laten klinken schonk Cimon Athene talrijke bouwwerken, mogelijk deze wensen voortkomend uit een behoefte zijn leiderschap van een historische bekendheid te voorzien. Hij liet onder meer geweldige steunmuren bouwen, waarmee de bouwers de bruikbare oppervlakte van de Akropolis aanzienlijk konden vergrooten. Dit initiatief van niet zozeer op prachtvertoon uit zijnde te achten karakter werd de aanzet voor de overgang naar het klassieke tijdperk voor Athene. Wellicht lopen de ontwikkelingen gelijk op omdat deze voor die dagen zeer omvangrijke onderneming op het gebied van het openbaar belang uit als zijn eigen vermogen op te vatten middelen, werd eerder geacht een weldaad van inderdaad zeer begunstigende aard te zijn dan een investering uit eigenbelang hetgeen uiteraard niet zo bekend was onder de burgers betrokken in de diverse handelsondernemingen die Athene in die dagen van afnemende Perzische dreiging rijk was. Zijn financieel beleid mag als zeer verstandig worden aangezien in verhouding tot de toenemende behoefte aan stabilisering op het gebied van de economische ontwikkelingen die een grote snelheid vertoonden. Het gehele bouwplan maakte het evenwel aan elke vrije burger duidelijk dat Cimon de belofte van een bestendiging van de religieuze waarden op een concrete wijze nagekomen was en toonde. Zijn bouwplannen bewijzen iets meer over de bekende gegevens omtrent zijn politiek leiderschap dan de concrete geschiedschrijving tot nu toe heeft kunnen bewijzen. 
Armen en behoeftigen die langs zijn landgoed op Attica kwamen, mochten naar hartenlust vruchten van zijn bomen plukken en zij kregen kleren als zij die nodig hadden. Het aanzien dat hij daardoor genoot, was evenwel Perikles een doorn in het oog, omdat deze vreesde dat hij gedwongen zou zijn een dergelijke gedragslijn eveneens te volgen.
Cimon was zeer gesteld op zijn zuster Elpenice, een knap meisje dat door schilder Polygnotus was uitgekozen om voor hem model te staan en met wie zij ook zou trouwen. Zij was ook de enige vrouw die het gewaagd had openlijk kritiek te formuleren op het beleid van Perikles.
In de overtuiging dat een Griekenland zonder Sparta "aan één voet kreupel" zou zijn, zette Cimon zich in voor een goede verstandhouding met Sparta. Deze vanwege de Perziche nabijheid noodgedwongen taak een verzoenende houding tegenover Sparta te tonen en ernaar te handelen bood later zijn politieke tegenstanders de gelegenheid zijn reputatie ernstig te schaden door hem van 'Laconisme' te beschuldigen, d.i. vriendschap met de Spartanen.
Tegelijkertijd ondernam hij pogingen om de situatie op zee onder controle te houden was Cimon een overtuigd aanhanger van de gedachte dat een voortzetting van de strijd tegen de erfvijand Perzië in elk te verwachten toekomstverband onvermijdelijk zou blijken. Hij nam derhalve als goed zoon van een vader welke de overwinning op de Perzen op het land had behaald zijn maatregelen maar hij moest toegeven dat het verstandiger was een vloot uit te rusten teneinde de vijand op zee een halt toe te roepen evenredig aan het belang van de handelsbetrekkingen met het gekoloniseerde kustgebied van de Aecheïsche zee. En in die zin behaalde Cimon in zijn functie van commandant van de Atheense vloot gewichtige overwinningen op de Perzen die in feitelijke zin geen zeeslagen gewend waren en zich op hun logge schepen niet erg thuis voelden. De strijd speelde zich in kleine schermutselingen af in en nabij Klein-Azië mogelijk geworden beide militaire operaties omdat een bijkomende functie van de vloot was het transport van landtroepen. 
Cimon overleed in 449 tijdens de blokkade van een Perzische vlootbasis op Cyprus.
Ook lang na zijn dood werd zijn verdienste hoog geprezen. Plutarchus schrijft over hem: "Na Cimons dood vonden onder Helleense leiding geen belangrijke krijgshandelingen meer plaats, maar de Hellenen, door vooraanstaande demagogen opgehitst, begonnen elkaar te bestrijden, nu niemand dat meer verhinderde. Ze gaven zodoende de Perzische koning gelegenheid zich te herstellen en de Helleense hegemonie stortte ineen." De Nieuwgriekse historicus K. Paparrigopoulos neemt aan dat Cimon, in tegenstelling tot Perikles, de uiteindelijke ondergang van de Atheense democratie had kunnen voorkomen.

## Stamboom
| Cypselus | Cypselus | Cypselus | Cypselus | Cypselus    | Cypselus    |             |             | Atheense vrouw | Atheense vrouw | Atheense vrouw | Atheense vrouw | Atheense vrouw | Atheense vrouw |               |               | Stesagoras I | Stesagoras I | Stesagoras I | Stesagoras I | Stesagoras I   | Stesagoras I   |                |                |                |                |            |            |            |            |            |            |  |  |
| Cypselus | Cypselus | Cypselus | Cypselus | Cypselus    | Cypselus    |             |             | Atheense vrouw | Atheense vrouw | Atheense vrouw | Atheense vrouw | Atheense vrouw | Atheense vrouw |               |               | Stesagoras I | Stesagoras I | Stesagoras I | Stesagoras I | Stesagoras I   | Stesagoras I   |                |                |                |                |            |            |            |            |            |            |  |  |
|          |          |          |          |             |             |             |             |                |                |                |                |                |                |               |               |              |              |              |              |                |                |                |                |                |                |            |            |            |            |            |            |  |  |
|          |          |          |          | Miltiades I | Miltiades I | Miltiades I | Miltiades I | Miltiades I    | Miltiades I    |                |                | Cimon I        | Cimon I        | Cimon I       | Cimon I       | Cimon I      | Cimon I      |              |              | Atheense vrouw | Atheense vrouw | Atheense vrouw | Atheense vrouw | Atheense vrouw | Atheense vrouw |            |            |            |            |            |            |  |  |
|          |          |          |          | Miltiades I | Miltiades I | Miltiades I | Miltiades I | Miltiades I    | Miltiades I    |                |                | Cimon I        | Cimon I        | Cimon I       | Cimon I       | Cimon I      | Cimon I      |              |              | Atheense vrouw | Atheense vrouw | Atheense vrouw | Atheense vrouw | Atheense vrouw | Atheense vrouw |            |            |            |            |            |            |  |  |
|          |          |          |          |             |             |             |             |                |                |                |                |                |                |               |               |              |              |              |              |                |                |                |                |                |                |            |            |            |            |            |            |  |  |
|          |          |          |          |             |             |             |             |                |                |                |                |                |                |               |               |              |              |              |              |                |                |                |                |                |                |            |            |            |            |            |            |  |  |
|          |          |          |          |             |             |             |             |                |                | Stesagoras II  | Stesagoras II  | Stesagoras II  | Stesagoras II  | Stesagoras II | Stesagoras II |              |              | Miltiades II | Miltiades II | Miltiades II   | Miltiades II   | Miltiades II   | Miltiades II   |                |                | Hegesipyle | Hegesipyle | Hegesipyle | Hegesipyle | Hegesipyle | Hegesipyle |  |  |
|          |          |          |          |             |             |             |             |                |                | Stesagoras II  | Stesagoras II  | Stesagoras II  | Stesagoras II  | Stesagoras II | Stesagoras II |              |              | Miltiades II | Miltiades II | Miltiades II   | Miltiades II   | Miltiades II   | Miltiades II   |                |                | Hegesipyle | Hegesipyle | Hegesipyle | Hegesipyle | Hegesipyle | Hegesipyle |  |  |
|          |          |          |          |             |             |             |             |                |                |                |                |                |                |               |               |              |              |              |              |                |                |                |                |                |                |            |            |            |            |            |            |  |  |
|          |          |          |          |             |             |             |             |                |                |                |                |                |                |               |               |              |              |              |              |                |                |                |                |                |                |            |            |            |            |            |            |  |  |
|          |          |          |          |             |             |             |             |                |                |                |                |                |                |               |               |              |              | Cimon II     |              |                |                |                |                |                |                |            |            |            |            |            |            |  |  |
|          |          |          |          |             |             |             |             |                |                |                |                |                |                |               |               |              |              |              |              |                |                |                |                |                |                |            |            |            |            |            |            |  |  |

## Antieke bronnen
- Aristoteles, Athenaion politeia.
- Athenaeus, XIII p. 589.
- Cornelius Nepos, Cimon.
- Diodorus, XI 60, 64, 86, XII 3, 4; Excerpta, p. 255.
- Hellenica Oxyrhynchia
- Herodotos, Historiën VI 136, VII 107.
- Pausanias, I 17 § 6, III 3 § 6.
- Plutarchus, Cimon; Pericles 5, Themistocles 5.
- Thucydides, I 98, 100, 112.